# Слънчева риба
Слънчевата риба (Lepomis gibbosus) е риба достигаща до 40 cm и до 0,9 kg. Най-голямата улавяна е 0,68 kg в езерото Онтарио, Ню Йорк, САЩ.
Слънчевата риба е стръвна риба и изяжда хайвера на други риби. Числеността ѝ в последно време е голяма. В България е често срещана в много водоеми (най-често където се среща костур). В България се е появила като аквариумна рибка, която след това е била изхвърлена и се е аклиматизирала.
На някои места в България е позната и като Циганка, Часовник или Царичка.
Видът се счита за напаст поради бързото си размножаване и негативния ефект върху спортния риболов. Яде почти всичко. Широкото и разпространение допринася за много неприятен ефект върху спортния риболов. Рибата кълве на почти всякаква стръв и се хваща лесно. И така измества останалите видове при риболов. Характерното за тази риба е че има много кости което не я прави привлекателна за ядене и за риболов.